# Stalownik

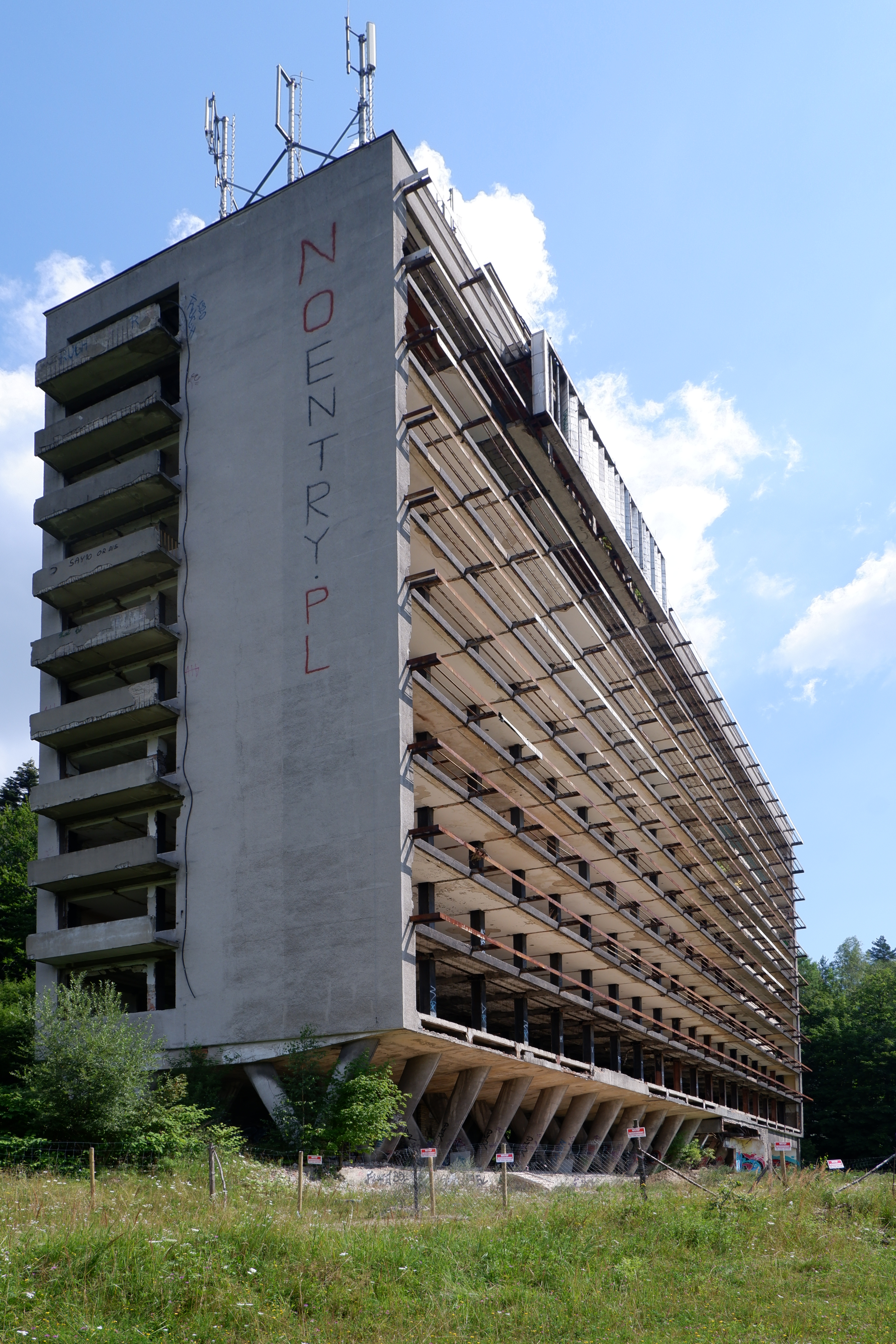
Stalownik (stan w 2022)

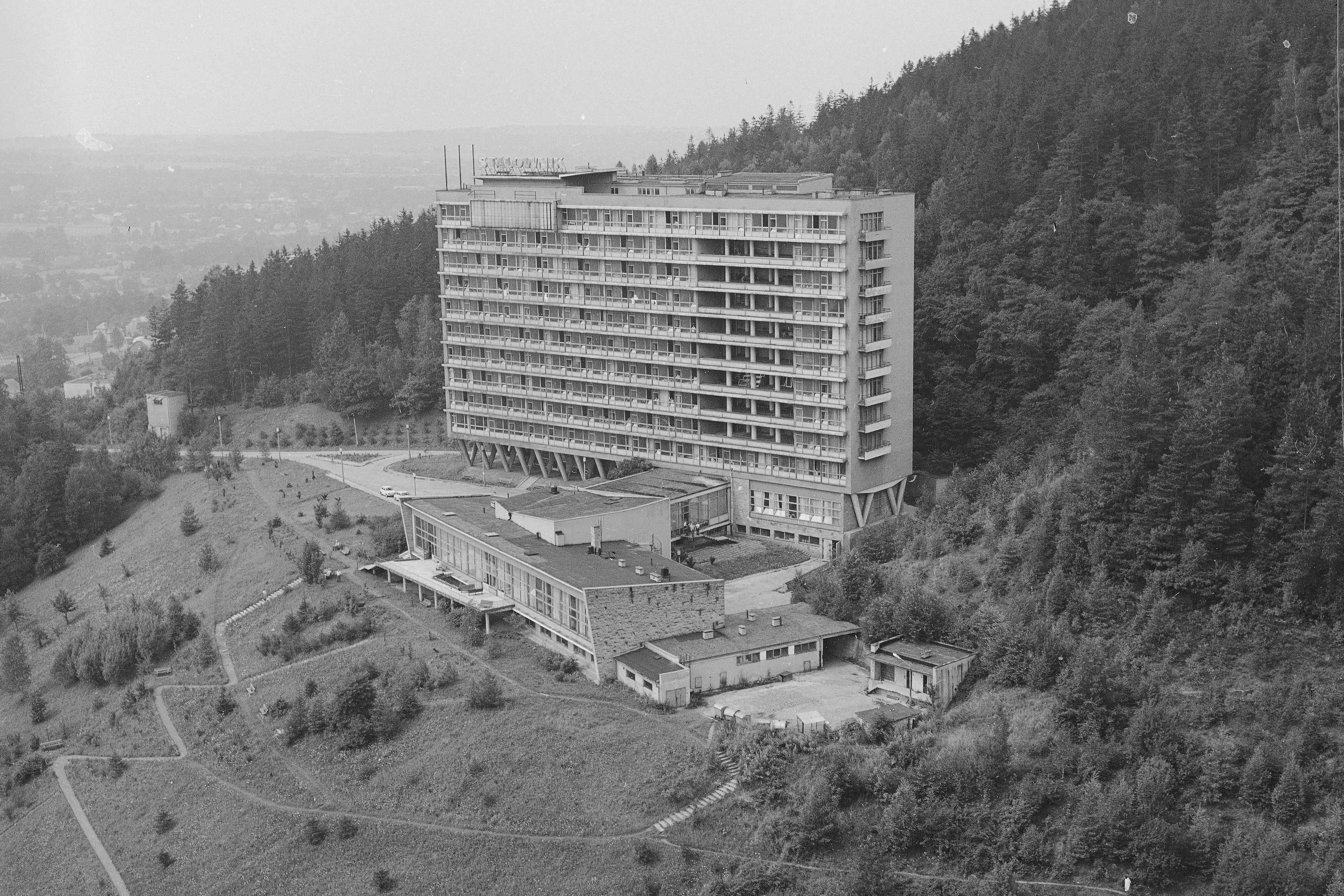
Stalownik (stan w 1977)

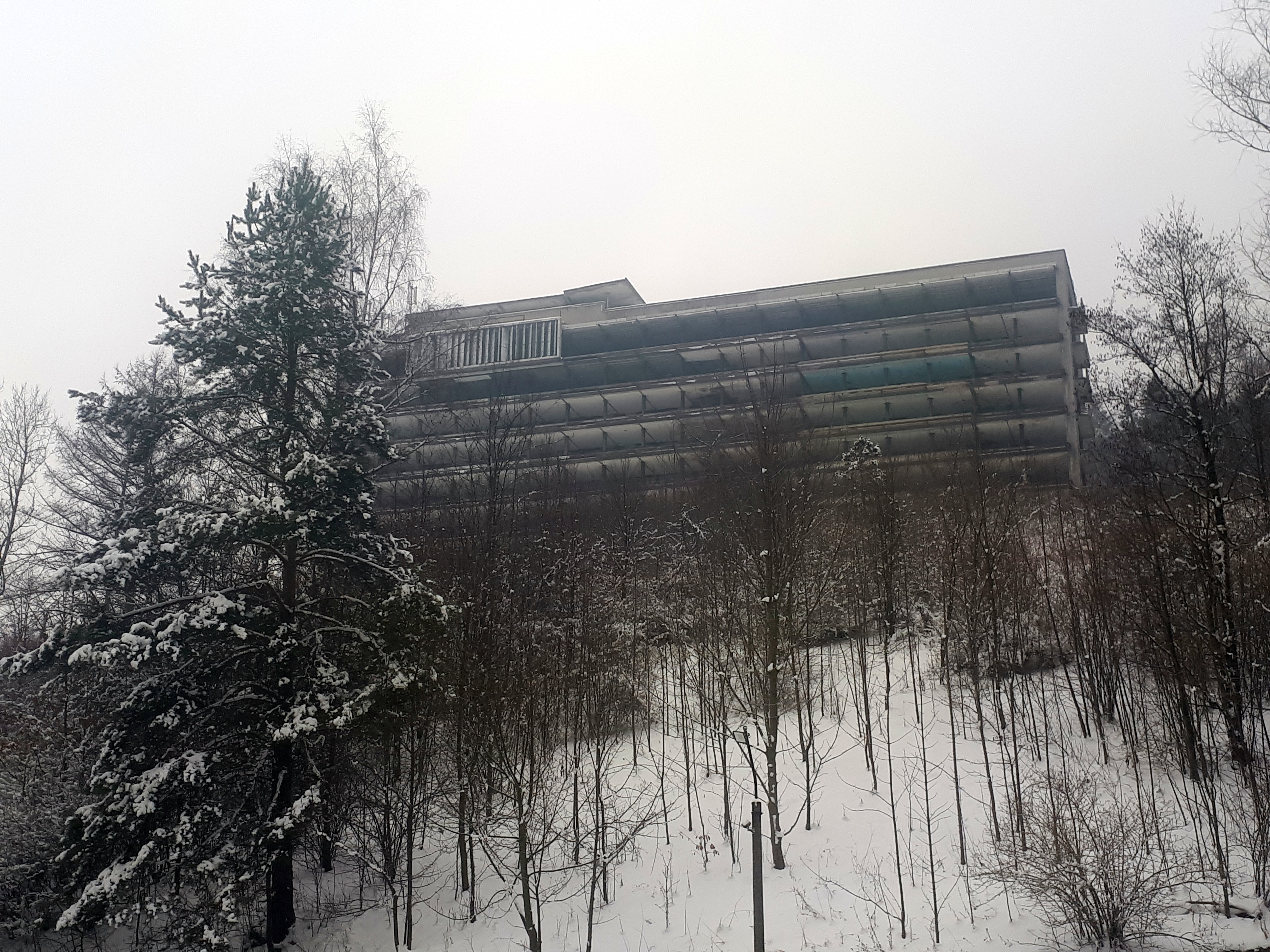
Stalownik zimą

Stalownik – opuszczony szpital znajdujący się na obrzeżach Bielska-Białej, w dzielnicy Mikuszowice. Nazwa Stalownik wywodzi się od dawnego resortu hutnictwa, który był pierwszym właścicielem obiektu.
Został wybudowany w latach 60. XX wieku na zboczu Łysej Góry. Został otwarty w listopadzie 1967 roku jako sanatorium specjalizujące się w leczeniu płuc u osób dorosłych (między innymi gruźlicy). Obiekt mógł pomieścić 320 pacjentów (głównie w 3 osobowych pokojach) oraz dysponował m.in. 2 salami operacyjnymi, kawiarnią i salą kinowo-widowiskową. W 1982 został przekształcony w Specjalistyczny Szpital Miejski. Sprawował on swoją funkcję do 2001 roku, kiedy to jego rolę przejął nowo wybudowany Szpital Wojewódzki w Bielsku-Białej. Budynek Stalownika był już przestarzały i położony na pograniczach miasta, na stosunkowo trudno dostępnym zboczu góry, co utrudniało dojazd karetkom i innym służbom.
Opuszczony budynek w 2005 roku zakupił Tomasz Żarnecki, inwestor z Podhala. W związku z brakiem zabezpieczeń obiektu oraz rozpoczęciem przygotowań do jego wyburzenia, co skutkowało doprowadzeniem budynku do stanu zagrażającemu zdrowiu i życia ludzi usłyszał wyrok w zawieszeniu. W 2017 na terenie wokół budynku zostało wyciętych mnóstwo drzew. W 2018 rozebrano część administracyjną budynku.
W 2019 nieruchomość została obciążona hipoteką w wysokości 70 mln zł na rzecz spółki Pekabex Bet jako zabezpieczenia inwestycji w Nowym Targu. W wyniku odstąpienia w 2020 roku od umowy spółka może skorzystać z zabezpieczenia hipotecznego.
W 2022 projekt architektoniczny przebudowy Stalownika na przestrzeń wystawienniczą i archiwum zatytułowany "Archiwum utopii racjonalizmu w architekturze. Adaptacja ruin sanatorium Stalownik w Mikuszowicach Krakowskich" przygotowany przez Agnieszkę Kępę pod kierunkiem dr Marcina Charciaka zdobył główną nagrodę polsko-niemieckiej nagrody integracyjnej BDA-SARP..
W 2023 nadzór budowlany nałożył na właściciela obowiązek wykonania i dostarczenia ekspertyzy technicznej budynku. Pomimo upływu wyznaczonego terminu właściciel nie dostarczył wymaganych dokumentów, co skutkowało ogłoszeniem przez PINB konkursu na wykonanie takiej ekspertyzy.